# Ng Chee Meng

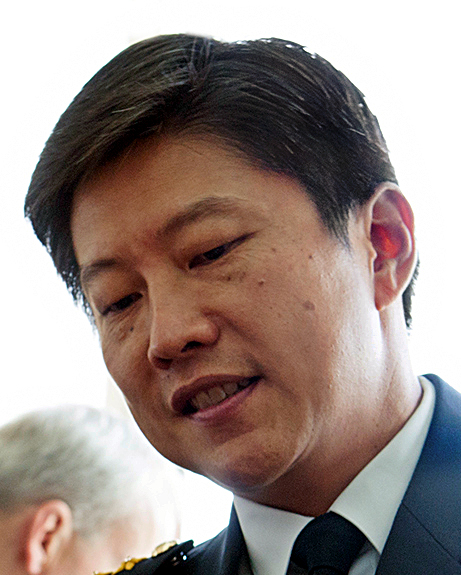
Generalmajor Ng Chee Meng als Oberkommandierender der Streitkräfte Singapurs (2014)

Ng Chee Meng (chinesisch 黄志明, Pinyin Huáng Zhìmíng, Tamil இங் சீ மெங்; * 8. August 1968) ist ein ehemaliger Generalleutnant der Streitkräfte Singapurs und Politiker der People’s Action Party (PAP) in Singapur, der unter anderem zwischen 2009 und 2013 Kommandeur der Luftstreitkräfte (Republic of Singapore Air Force) sowie von 2013 bis 2015 Oberkommandierender der Streitkräfte Singapurs war. Er ist seit 2015 Mitglied des Parlaments und war mehrmals Minister. Seit 2018 ist er Minister im Amt des Premierministers.

## Leben

### Militärische Laufbahn
Ng Chee Meng trat nach dem Besuch der Chinese High School sowie des Hwa Chong Junior College im Dezember 1986 in die Streitkräfte Singapurs SAF (Singapore Armed Forces) und absolvierte ein Studium im Fach Elektrotechnik an der US Air Force Academy, das er 1991 mit einem Bachelor of Science (B.Sc. Electrical Engineering) abschloss. In der Folgezeit fand er zahlreiche Verwendungen als Offizier und war 1999 auch Absolvent des Goh Keng Swee Command and Staff College. Er war Kommandeur (Commanding Officer) der auf dem Militärflughafen Paya Lebar Air Base stationierten 144. Staffel (144 Squadron „Blackite“) sowie Leiter der Abteilung Planung der Luftstreitkräfte. Ein postgraduales Studium im Fach Internationale Beziehungen an der Fletcher School of Law and Diplomacy der Tufts University schloss er 2003 mit einem Master of Arts (M.A. International Relations) ab. Er war Kommandeur des Luftwaffenstützpunktes Changi Air Base sowie Direktor der Gemeinsamen Operationsabteilung der Streitkräfte.
Am 10. Dezember 2009 löste Generalmajor Ng Chee Meng seinen älteren Bruder Generalmajor Ng Chee Khern als Kommandeur der Luftstreitkräfte (Republic of Singapore Air Force) ab und bekleidete diese Funktion bis zum 25. März 2013, woraufhin Generalmajor Hoo Cher Mou seine Nachfolge antrat. Er selbst übernahm als Generalleutnant am 27. März 2013 als Nachfolger von Generalleutnant Neo Kian Hong den Posten als Chief of Defence Force (CDF) und damit als Oberkommandierender der Streitkräfte Singapurs SAF (Singapore Armed Forces). Er übte diese Funktion bis zu seinem Ausscheiden aus dem aktiven Militärdienst am 18. August 2015 aus und wurde danach von Generalleutnant Perry Lim abgelöst. Während seiner Amtszeit als Chief of Defence Force stellte er sicher, dass die Streitkräfte Singapurs ihre hohe operative Einsatzfähigkeit bei der Wahrung der nationalen Sicherheit beibehielt. Unter seiner Führung wurden ferner die Umstrukturierungspläne der Streitkräfte Singapurs umgesetzt. Er war des Weiteren Mitglied der Vorstände verschiedener öffentlicher und privater Organisationen wie Singapore Technologies Engineering Ltd sowie der Agentur für Verteidigungswissenschaft und Technologie DSTA (Defence Science and Technology Agency) sowie JTC Corporation.

### Politische Laufbahn
Am 11. September 2015 wurde Ng Chee Meng für die People’s Action Party (PAP) im Gruppenvertretungswahlkreis (Group Representation Constituency) Pasir Ris-Punggol GRC erstmals Mitglied des Parlaments und vertritt diesen Wahlkreis seither. Bereits kurz nach seiner Wahl übernahm er sein erstes Regierungsamt im Kabinett von Premierminister Lee Hsien Loong und fungierte zwischen dem 1. Oktober 2015 und dem 31. Oktober 2016 sowohl als Senior-Staatsminister im Transportministerium als auch als kommissarischer Minister für Schulbildung. Im Anschluss war er vom 1. November 2016 bis zum 30. April 2018 in Personalunion Zweiter Transportminister sowie Minister für Schulbildung. Seit dem 1. Mai 2018 ist er Minister im Amt des Premierministers (Minister, Prime Minister’s Office). Zusätzlich löste er am 22. Mai 2018 Chan Chun Sing als Generalsekretär des Nationalen Gewerkschaftskongresses NTUC (National Trades Union Congress) ab.
Wie sein älterer Bruder Ng Chee Khern, der zwischen 2006 und 2009 als Generalmajor Kommandeur der Luftstreitkräfte war, ist auch deren jüngerer Bruder Ng Chee Peng ein hochrangiger Offizier und war als Konteradmiral von 2011 bis 2014 Kommandeur der Marine (Republic of Singapore Navy).